# Håvard Solbakken
Håvard Solbakken (9 de agosto de 1973) es un deportista noruego que compitió en esquí de fondo. Ganó una medalla de bronce en el Campeonato Mundial de Esquí Nórdico de 2001, en la prueba de velocidad individual.

## Palmarés internacional
| Campeonato Mundial | Campeonato Mundial | Campeonato Mundial | Campeonato Mundial   |
| Año                | Lugar              | Medalla            | Prueba               |
| ------------------ | ------------------ | ------------------ | -------------------- |
| 2001               | Lahti (Finlandia)  | Medalla de bronce  | Velocidad individual |